# ファミソン8BIT
『ファミソン8BIT』（ファミソン エイトビット）は、momo-i（桃井はるこ）のカバーアルバム。
独自作品だけでなく、多数のカバー作品を発表する桃井はるこのカバーアルバム第一作であるだけでなく、ファミソンシリーズの第一弾にも当たる。

## 概要
主に1980年代から1990年代初頭の日本のアニメーション作品の主題歌をカバーしている。編曲はすべてファミコンの音源を用いたチップチューンで、編曲者は阿保剛、歌唱もそれに合わせた声音で統一されている。
例外はアイドル八犬伝の劇中歌に声を当てた、萌えソングの始祖ともされる「きみはホエホエむすめ」で、元々この曲に声はなく、この作品で初めて声が当てられた。同曲はこのアルバムで取り上げられたことで、ゲームミュージックの祭典で度々実演され、2011年に原作者たちにより桃井らを用いて再制作されるなどしている。
ライナーノーツでは、ドルフィンアイランドという島に住んでいる少女ソラがゲームを遊んでいると、ウーパールーパーの姿をしたモモが飛び出してきて、ゲーム世界の魔王を封印するためにその歌声が必要と頼み、ソラがアイドル歌手momo-iに変身して旅立つという物語が8-bit時代のドット絵で描かれている。

## 収録曲
- 01. タッチ／『タッチ』より
- 02. 恋の呪文はスキトキメキトキス／『さすがの猿飛』より
- 03. 裸足のフローネ／『家族ロビンソン漂流記 ふしぎな島のフローネ』より
- 04. ラムのラブソング／『うる星やつら』より
- 05. デリケートに好きして／『魔法の天使クリィミーマミ』より
- 06. ゆめいっぱい／『ちびまる子ちゃん』より
- 07. ふしぎなメルモ／『ふしぎなメルモ』より
- 08. はじめてのチュウ／『キテレツ大百科』より
- 09. ムーンライト伝説／『美少女戦士セーラームーン』より
- 10. 草原のマルコ／『母をたずねて三千里』より
- 11. Lはラブリー／『The かぼちゃワイン』より
- 12. アレアレアラレちゃん／『Dr.スランプ アラレちゃん』より
- 13. ロマンティックあげるよ／『ドラゴンボール』より
- 14. きみはホエホエむすめ（ボーカル入りアレンジバージョン）／『アイドル八犬伝』より
- 15. タッチ（インスト・ショートバージョン）／『タッチ』より
- 16. 恋の呪文はスキトキメキトキス（インスト・ショートバージョン）／『さすがの猿飛』より
- 17. 裸足のフローネ（インスト・ショートバージョン）／『家族ロビンソン漂流記 ふしぎな島のフローネ』より
- 18. ラムのラブソング（インスト・ショートバージョン）／『うる星やつら』より
- 19. デリケートに好きして（インスト・ショートバージョン）／『魔法の天使クリィミーマミ』より
- 20. ゆめいっぱい（インスト・ショートバージョン）／『ちびまる子ちゃん』より
- 21. ふしぎなメルモ（インスト・ショートバージョン）／『ふしぎなメルモ』より
- 22. はじめてのチュウ（インスト・ショートバージョン）／『キテレツ大百科』より
- 23. ムーンライト伝説（インスト・ショートバージョン）／『美少女戦士セーラームーン』より
- 24. 草原のマルコ（インスト・ショートバージョン）／『母をたずねて三千里』より
- 25. Lはラブリー（インスト・ショートバージョン）／『The かぼちゃワイン』より
- 26. アレアレアラレちゃん（インスト・ショートバージョン）／『Dr.スランプ アラレちゃん』より
- 27. ロマンティックあげるよ（インスト・ショートバージョン）／『ドラゴンボール』より
- 28. きみはホエホエむすめ（オリジナル音源バージョン）／『アイドル八犬伝』より